# Auto Modown
Auto Modown is een metalband uit Zuid-Californië. De band is vooral bekend door bassist Mario Lalli en zijn zoon Dino. De band maakt deel uit van de Palm Desert Scene.

## Discografie
In 2011 zijn er drie nummers op hun SoundCloud gezet: "Bossanovacide", "Joto!" en "Modown".
In 2012 waren er plannen om hun eerste album uit te laten komen, geproduceerd door Scott Reeder.